# 1821 en arts plastiques
| Années des arts plastiques : 1818 - 1819 - 1820 - 1821 - 1822 - 1823 - 1824    |
| Décennies des arts plastiques : 1790 - 1800 - 1810 - 1820 - 1830 - 1840 - 1850 |

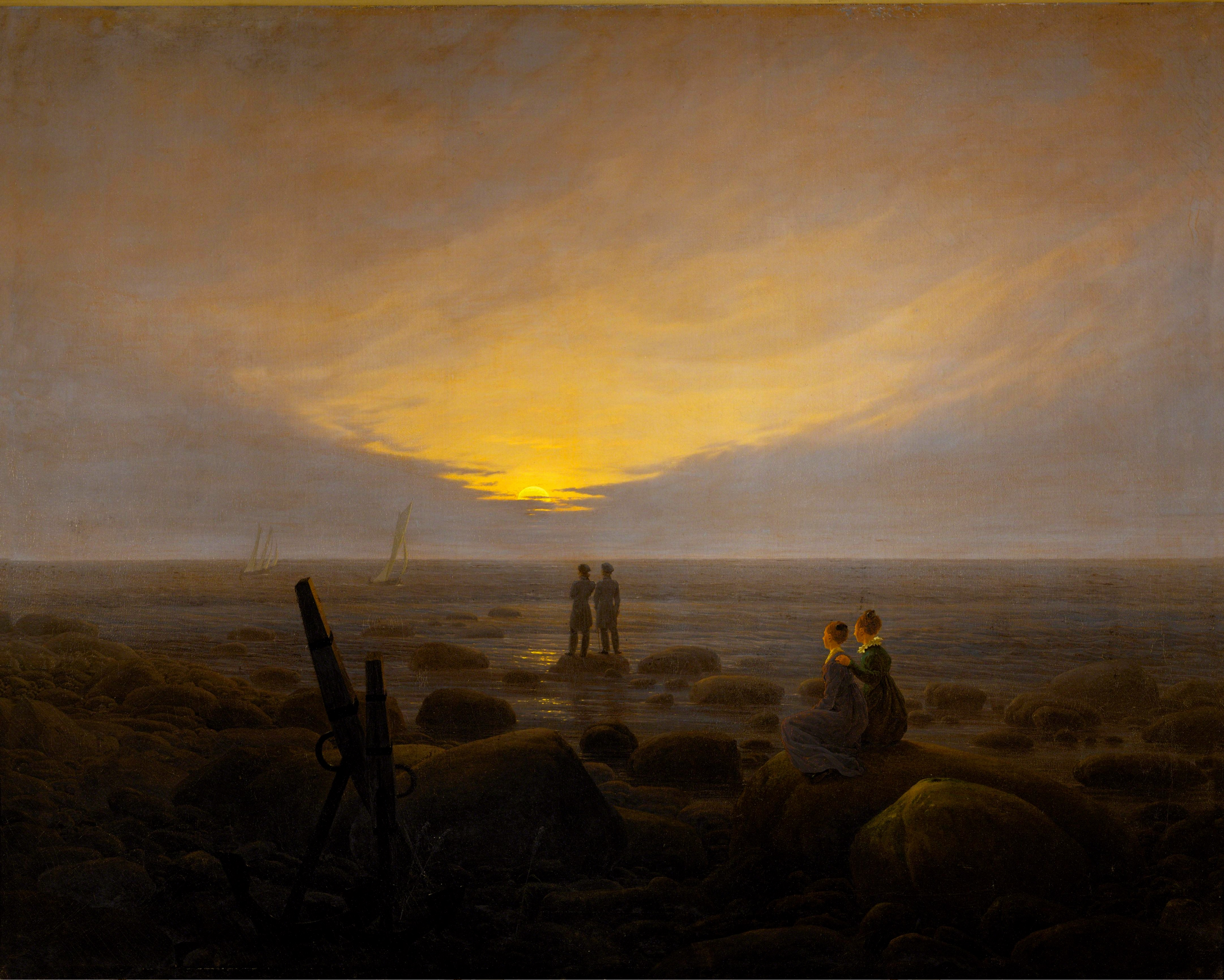
Crépuscule en bord de mer, de Caspar David Friedrich.

Cette page concerne l'année 1821 en arts plastiques.

## Événements
- 4 septembre : Ouverture du Salon de Bruxelles de 1821, cinquième édition d'une exposition d'œuvres d'artistes vivants.

## Naissances
- 12 janvier : Claude Guilleminet, peintre français († 8 février 1885),
- 20 janvier : Pierre Morain, peintre de genre et de portrait français († 16 août 1893),
- 24 janvier : Lievin De Winne, peintre belge († 13 mai 1880),
- 4 février : Charles Soubre, peintre belge et professeur à l'Académie des beaux-arts de Liège († 30 janvier 1895),
- 11  février : Joseph Navlet, peintre d'histoire français († 16 avril 1889),
- 25 février : Félix Ziem, peintre français de l'École de Barbizon († 10 novembre 1911),
- 26 février : Louis Charles Timbal, peintre français († 20 ou  24 novembre 1880),
- 27 février : Louis-Alexandre Dubourg, peintre français († 1891),
- 28 février : Jean-Baptiste Kindermans, peintre belge († 11 août 1876),
- 9 mars : Pierre Clair, sculpteur français († après 1855),
- 15 mars : Émile Vernet-Lecomte, peintre orientaliste français  († 19 novembre 1900),
- 25 mars : Napoléon Sarony, lithographe et photographe canadien († 9 novembre 1896),
- 12 avril : Ford Madox Brown, peintre britannique († 6 octobre 1893),
- 26 mai : Charles-Marie de Sarcus, peintre, caricaturiste et archéologue français († 28 février 1867),
- 31 mai : Henriëtte Ronner-Knip, peintre belgo-néerlandaise († 2 mars 1909),
- 2 juin : Charles Landelle, peintre de genre et portraitiste français († 13 décembre 1908),
- 8 juin : Antoine Sublet, peintre français († 17 décembre 1897),
- 18 juin : Théophile Schuler, peintre romantique, illustrateur et graveur français († 26 janvier 1878),
- 17 juillet : Armand Félix Marie Jobbé-Duval, peintre et homme politique républicain français († 2 avril 1889),
- 19 juillet : Amédée Ternante-Lemaire, peintre et photographe français († 28 septembre 1900),
- 22 juillet : Léopold Desbrosses, peintre et graveur français († 21 janvier 1908),
- 31 août : Carl Hummel, peintre et graveur allemand († 16 juin 1907),
- 4 septembre : Wladimir Swertschkoff, peintre russe de vitraux († 14 juillet 1888),
- 13 octobre : Évariste-Vital Luminais, peintre français († 14 mai 1896),
- 15 octobre : Antoine-Émile Grimaud, peintre français († 1855),
- 25 octobre : Antonio Ciseri, peintre suisse († 9 mars 1891),
- 1er novembre : François Vernay, peintre français († 7 septembre 1896),
- 11 décembre : Alfred Dartiguenave, dessinateur et peintre français († 5 mai 1885),
- 14 décembre : Gustav Graef, peintre allemand († 6 janvier 1895),
- 18 décembre : Evgraf Sorokine, peintre russe († 29 février 1892),
- 23 décembre : François Henri Nazon, peintre de genre et de paysages français († 12 mai 1902),
- Date précise inconnue :
  - Gabriele Carelli, peintre italien († 13 décembre 1900),
  - Robert Scott Duncanson, peintre américain et canadien († 21 décembre 1872),
  - Aristides Oeconomo, peintre portraitiste autrichien († 31 janvier 1887),
  - Piotr Petrovitch Sokolov, aquarelliste et illustrateur russe († 14 octobre 1899),
  - Émile Vernet-Lecomte, peintre orientaliste français († 1900).

## Décès
- 9 janvier :  Pierre-Alexandre Wille, peintre français (° 19 juillet 1748),
- 13 février : Jean-Jacques Lagrenée, peintre d’histoire, dessinateur et graveur français (° 18 septembre 1739),
- 9 mars : Nicholas Pocock, peintre anglais (° 2 mars 1740),
- 4 avril : Pierre-Michel de Lovinfosse, peintre liégeois (° 20 novembre 1745),
- 26 mai : Constance Mayer, peintre française (° 9 mars 1776),
- 19 août : Marie-Denise Villers, peintre portraitiste française (° 1774),
- 11 novembre : Domenico Del Frate, peintre italien (° 15 juin 1765),
- ? : Giovanni Battista Lusieri, peintre paysagiste italien (° 1755),
- Après 1821 :
- Luigi Agricola, graveur et peintre italien (° vers 1750).